# Markubowo
Markubowo (kaszb. Markùbòwò, niem. Makubowo) – część miasta Kościerzyna, dawniej folwark, położony na północnym brzegu jeziora Wierzysko w odległości około 250 m od jeziora.
Obecnie Markubowie znajduje się zabudowania na planie zbliżonym do prostokąta z jednym budynkiem mieszkalnym o adresie ul. Sedliskowa 2.
Z Kościerzyny do folwarku prowadziła ulica nazwa od folwarku Markubowo. Po wybudowaniu obwodnicy Kościerzyny ulica została przecięta obwodnicą i nie można nią dojechać do Markubowa. 
Przy ulicy Markubowej znajduje się cmentarz, ogródki działkowe, wodociągi miejskie oraz niewielkie osiedle domków jednorodzinnych.
Wzmiankowane w 1875 jako Makubowo. Na początku XX wieku majątek zamieszkały przez 25 osób.
W latach 1942–1945 ta część Kościerzyny nosiła nazwę Markhof.
Nazwa polska ma charakter dzierżawczy od imion Marek i Kuba. Występowanie oboczności Markubowo || Makubowo związane jest z procesem fonetyczym zwanym haplologią.